# Nguyên Khang (ca sĩ hải ngoại)
Trần Văn Thành (sinh ngày 19 tháng 7 năm 1973) thường được biết đến với nghệ danh Nguyên Khang, là một nam ca sĩ người Việt Nam tại Hải ngoại. Anh ghi dấu trong lòng khán thính giả bởi giọng hát khàn và trầm ấm.

## Tiểu sử
Nguyên Khang được sinh ra ở Vĩnh Long, và lớn lên ở Hóc Môn, Sài Gòn. Anh là con cả trong gia đình có 6 anh chị em.
Năm 1994, Nguyên Khang cùng gia đình sang Hoa Kỳ theo diện đoàn tụ. Ban đầu gia đình anh sống ở tiểu bang New York, nhưng vì khí hậu ở đó quá lạnh nên cả gia đình nhanh chóng chuyển đến California. Do tình trạng băng đảng ở California khá căng thẳng nên gia đình lại chuyển đến sinh sống ở Seattle.
Như nhiều gia đình Việt Nam khác ở Hoa Kỳ và lại là con cả trong gia đình, Nguyên Khang trở về California học nghề nail để kiếm sống và hỗ trợ các em ăn học. 

## Sự nghiệp
Dù có sở thích ca hát, nhưng chưa bao giờ Nguyên Khang nghĩ rằng mình sẽ trở thành ca sĩ. Nhưng đến năm 1997, theo lời rủ rê của bạn bè trong một ban nhạc đám cưới, anh tham gia hát góp vui ở một đám cưới của một nhân vật có tiếng trong cộng đồng người Việt tại hải ngoại ở nhà hàng Long Phụng Lầu (nay là nhà hàng Seafood Cove) với sự góp mặt của nhiều nghệ sĩ nổi tiếng. Cơ duyên này đã giúp anh gặp được nhạc sĩ Hoàng Trọng Thụy, nhạc sĩ cũng chính là người đầu tiên dìu dắt anh trên con đường nghệ thuật, ca khúc "Người Như Cố Quên" cũng được chính nhạc sĩ Hoàng Trọng Thụy sáng tác riêng cho anh.
Tên tuổi của Nguyên Khang bắt đầu được chú ý khi nhạc sĩ Hoàng Trọng Thụy đem bản thu âm của ca khúc "Người Như Cố Quên" phát trên đài VNCR (Viet Nam California Radio), nơi mà nhạc sĩ làm radio host. Việc được ca khúc "Người Như Cố Quên" được phát trên đài VNCR cũng đã đem đến cho Nguyên Khang những lời mời cộng tác từ các trung tâm băng nhạc nhỏ, lúc này Hoàng Trọng Thụy mới khuyên Nguyên Khang nên cân nhắc đi theo con đường ca hát chuyên nghiệp. Nghệ danh Nguyên Khang cũng được nhạc sĩ mất 2 tuần để suy nghĩ và đặt cho anh.
Cùng năm này, Nguyên Khang được ca sĩ Thùy Dương mời đến hát trong một chương trình ra mắt CD và có lần đầu được xuất hiện trong một CD ca nhạc qua nhạc phẩm “Em Về Nào Có Hay” của “người đỡ đầu” Hoàng Trọng Thụy – đây cũng là một trong những bản hit trong sự nghiệp của Nguyên Khang.
Thời gian sau này Nguyên Khang cộng tác với các trung tâm băng nhạc như Bích Thu Vân hay World. Nhưng do gia đình không muốn anh theo nghệ thuật nên Nguyên Khang quyết định quay lại làm nail.
Đến năm 2000, Trung tâm Biển Tình mời Nguyên Khang trở lại ca hát, vì cảm phục trước tâm huyết của ông chủ Trung tâm nên Nguyên Khang quyết định quay lại với con đường nghệ thuật.
Một năm sau, anh cộng tác với Trung tâm Thế Giới Nghệ Thuật, đánh dấu lần đầu tiên Nguyên Khang xuất hiện trong một video ca nhạc thay vì chỉ là thu âm như các sản phẩm trước đó. Tuy nhiên, thời điểm này trung tâm gặp nhiều khó khăn nên đã phải ngưng hoạt động, dù vậy nhưng do Nguyên Khang còn ràng buộc hợp đồng với trung tâm này nên anh đã bỏ lỡ cơ hội cộng tác với Trung tâm Thúy Nga khi được đích thân bà Marie Tô gọi điện ngỏ lời mời tham gia cuốn Paris By Night 64.
Năm 2003, Nguyên Khang mới có cơ hội xuất hiện trong một chương trình thu hình là Asia 41 và trở thành ca sĩ trụ cột của trung tâm trong hơn 10 năm. Trước đó vài tháng, anh cho ra mắt CD "Cũng Là Trăm Năm" rồi dự định sẽ giải nghệ do lúc đó anh chưa được trung tâm nào mời cộng tác dù đã là ca sĩ local nổi tiếng ở California.
Năm 2004, song song với việc cộng tác với Trung tâm Asia, Nguyên Khang cũng bắt đầu cộng tác với trung tâm Vân Sơn cho đến năm 2008.

## Băng đĩa đã phát hành

### CD

#### NK Music Productions[4]
- 2K Music CD - Không Còn Lại Gì (với Nguyên Khương) (Bích Thu Vân phát hành)
- Nguyên Khang CD - Cũng Là Trăm Năm (2003)
- Nguyên Khang CD - Cõi Mưa (2004)
- Nguyên Khang CD - Cơn Mưa Phùn (2005) (với Quang Dũng)
- Nguyên Khang CD - Cho Tôi Lại Từ Đầu (2005) (với Quang Dũng)
- Nguyên Khang CD - Hai Khung Trời Hoài Niệm (2015)

## Xuất hiện trong các chương trình thu hình

### Trung tâm Asia
| STT | Tiết mục (tác giả) | Thể hiện với | Chương trình | Năm phát hành |
| --- | --- | --- | ------------ | ------------- |
| 1   | Mai Tôi Đi (Anh Bằng, thơ Nguyên Sa)                                                                                               | Diễm Liên | Asia 41      | 2003          |
| 2   | Mong Một Niềm Vui (Vũ Tuấn Đức) | Hợp ca | Asia 41      | 2003          |
| 3   | Khi Xưa Ta Bé (LV: Phạm Duy) | Diễm Liên | Asia 42      | 2004          |
| 4   | Biển Vắng Em Chiều Nay (Lê Trần Hoàng)                                                                                             | Solo | Asia 43      | 2004          |
| 5   | Tiếng Hát Trái Tim (Việt Dzũng, Trúc Hồ)                                                                                           | Hợp ca | Asia 43      | 2004          |
| 6   | Liên khúc Áo Dài | Lâm Nhật Tiến, Minh Thông, Châu Tuấn, Khải Tuấn, Mạnh Đình, Gia Huy                                                         | Asia 44      | 2004          |
| 7   | Những Điều Thật Lạ (Vũ Tuấn Đức)                                                                                                   | Solo | Asia 44      | 2004          |
| 8   | Lời Thú Tội (Phạm Khải Tuấn) | Solo | Asia 45      | 2004          |
| 9   | Lời Chúc Cho Mùa Xuân (LV: Diệu Hương)                                                                                             | Hợp ca | Asia 45      | 2004          |
| 10  | Hành Trình 30 Năm (Trúc Hồ) | Thiên Kim, Diễm Liên, Y Phương, Minh Thông, Khải Tuấn                                                                       | Asia 46      | 2005          |
| 11  | LK Kỳ Diệu (Anh Bằng, Nguyên Sa), Anh Còn Nợ Em (Anh Bằng, Phan Thành Tài)                                                         | Diễm Liên | Asia 46      | 2005          |
| 12  | Một Cõi Vô Vọng (Trúc Hồ) | Lâm Nhật Tiến | Asia 46      | 2005          |
| 13  | Chẳng Khác Gì Nhau (Trúc Hồ) | Solo | Asia 47      | 2005          |
| 14  | Đường Về Miền Bắc (Đoàn Chuẩn - Từ Linh)                                                                                           | Vũ Tuấn Đức | Asia 48      | 2005          |
| 15  | Dòng Đời (LV: Nam Lộc) | Solo | Asia 49      | 2005          |
| 16  | Khi Người Yêu Tôi Khóc (Trần Thiện Thanh)                                                                                          | Ngọc Hạ | Asia 50      | 2006          |
| 17  | Anh Không Chết Đâu Anh (Trần Thiện Thanh)                                                                                          | Hợp ca | Asia 50      | 2006          |
| 18  | Rong Rêu (Nguyễn Tâm) | Solo | Asia 51      | 2006          |
| 19  | Con Đường Việt Nam (Anh Bằng, Trúc Hồ)                                                                                             | Hợp ca | Asia 51      | 2006          |
| 20  | Hoa Học Trò (Anh Bằng, thơ Nhất Tuấn)                                                                                              | Diễm Liên | Asia 52      | 2006          |
| 21  | Đêm Nguyện Cầu (Lê Minh Bằng) | Hợp ca | Asia 52      | 2006          |
| 22  | LK Tuổi Đá Buồn, Như Cánh Vạc Bay, Còn Tuổi Nào Cho Em, Gọi Tên Bốn Mùa, Rừng Xưa Đã Khép, Bốn Mùa Thay Lá (Trịnh Công Sơn)        | Don Hồ, Diễm Liên, Y Phương, Y Phụng, Thiên Kim, Minh Thông                                                                 | Asia 53      | 2007          |
| 23  | LK Mùa Thu (Đoàn Chuẩn - Từ Linh)                                                                                                  | Diễm Liên | Asia 53      | 2007          |
| 24  | LK Kinh Khổ (Trầm Tử Thiêng) , Việt Nam Về Trong Nỗi Nhớ (Trầm Tử Thiêng, Trúc Hồ)                                                 | Hợp ca | Asia 54      | 2007          |
| 25  | Tưởng Niệm (Trầm Tử Thiêng) | Solo | Asia 54      | 2007          |
| 26  | LK: Một Ngày Việt Nam, Bước Chân Việt Nam (Trầm Tử Thiêng, Trúc Hồ)                                                                | Hợp ca | Asia 54      | 2007          |
| 27  | Tình Phụ (Đỗ Lễ) | Y Phương | Asia 55      | 2007          |
| 28  | Trở Về Mái Nhà Xưa (LV: Phạm Duy)                                                                                                  | Ngọc Hạ | Asia 56      | 2007          |
| 29  | LK Anh Còn Yêu Em (Anh Bằng, thơ Phạm Thành Tài), Khúc Thụy Du (Anh Bằng, thơ Du Tử Lê)                                            | Thiên Kim, Y Phương | Asia 57      | 2008          |
| 30  | Chân Trời Tím (Anh Chương) | Ngọc Hạ | Asia 58      | 2008          |
| 31  | Đáp Lời Sông Núi (Trúc Hồ) | Hợp ca | Asia 58      | 2008          |
| 32  | LK Bây Giờ Tháng Mấy, Tuổi Xa Người (Từ Công Phụng)                                                                                | Diễm Liên | Asia 59      | 2008          |
| 33  | LK Mùa Xuân Trên Đỉnh Bình Yên (Từ Công Phụng), Tiếng Dương Cầm (Văn Phụng)                                                        | Diễm Liên | Asia 60      | 2009          |
| 34  | Trời Chưa Muốn Sáng (Trần Thiện Thanh)                                                                                             | Diễm Liên | Asia 61      | 2009          |
| 35  | Từ Độ Ánh Trăng Tan (Anh Bằng, thơ Đặng Hiền)                                                                                      | Mai Thanh Sơn | Asia 62      | 2009          |
| 36  | Mộng Dưới Hoa (Phạm Đình Chương, thơ Đinh Hùng)                                                                                    | Solo | Asia 63      | 2009          |
| 37  | Tình Yêu Như Mũi Tên (LV: Anh Bằng)                                                                                                | Solo | Asia 64      | 2009          |
| 38  | Vũng Lầy Của Chúng Ta (Lê Uyên Phương)                                                                                             | Diễm Liên | Asia 65      | 2010          |
| 39  | LK Phượng Hoàng (Lê Hựu Hà, Nguyễn Trung Cang)                                                                                     | Quốc Khanh, Đoàn Phi, Mai Thanh Sơn                                                                                         | Asia 65      | 2010          |
| 40  | Tình Yêu Tình Người (Trúc Hồ) | Hợp ca | Asia 65      | 2010          |
| 41  | Lệ Đá (Trần Trịnh, thơ Hà Huyền Chi)                                                                                               | Diễm Liên | Asia 66      | 2010          |
| 42  | Tiễn Bước Sang Ngang (Hoàng Trọng)                                                                                                 | Solo | Asia 67      | 2011          |
| 43  | Biết Bao Giờ Trở Lại (Ngô Thụy Miên)                                                                                               | Solo | Asia 68      | 2011          |
| 44  | Em Về Nào Có Hay (Hoàng Trọng Thụy)                                                                                                | Solo | Asia 69      | 2012          |
| 45  | Nhớ Mẹ (Lê Minh Đảo, Đỗ Trọng Huề)                                                                                                 | Cardin, Quốc Khanh, Đan Nguyên, Mai Thanh Sơn, Đoàn Phi                                                                     | Asia 70      | 2012          |
| 46  | Hội Trùng Dương (Phạm Đình Chương)                                                                                                 | Diễm Liên & hợp ca | Asia 70      | 2012          |
| 48  | Trái Tim Ngoan (Anh Bằng, Trúc Hồ, thơ Nguyên Sa)                                                                                  | Solo | Asia 71      | 2013          |
| 49  | Triệu Con Tim (Trúc Hồ) | Trúc Hồ, Lâm Thúy Vân, Lâm Nhật Tiến, Y Phương, Quốc Khanh, Đan Nguyên, Nguyễn Hồng Nhung, Mai Thanh Sơn, Ca Đoàn Ngàn Khơi | Asia 71      | 2013          |
| 50  | Thôi (Y Vân, thơ Nguyễn Long) | Y Phương | Asia 72      | 2013          |
| 51  | Người Như Cố Quên (Hoàng Trọng Thụy)                                                                                               | Solo | Asia 73      | 2013          |
| 52  | Tình Hờ (Phạm Duy) | Solo | Asia 75      | 2014          |
| 53  | Việt Dzũng Trong Trái Tim Việt Nam (Trúc Hồ)                                                                                       | Hợp ca | Asia 75      | 2014          |
| 54  | LK Tự Do: Xin Đời Một Nụ cười (Nam Lộc), Một Lần Miên Viễn Xót Xa (Nguyễn Đức Thành), Bước Chân Việt Nam (Trầm Tử Thiêng, Trúc Hồ) | Diễm Liên & Hợp ca | Asia 76      | 2015          |
| 55  | LK Phượng Hoàng: Phiên Khúc Mùa Đông (Lê Hựu Hà) & Mặt Trời Đen (Nguyễn Trung Cang)                                                | Diễm Liên, Y Phương, Quốc Khanh, Đoàn Phi, Mai Thanh Sơn & Guitar: Trúc Hồ                                                  | Asia 76      | 2015          |
| 56  | Trả Lại Cho Dân (Duy Quốc Nam) | Hợp ca | Asia 76      | 2015          |
| 57  | Nỗi lòng Người Đi (Anh Bằng) | Solo | Asia 77      | 2015          |
| 58  | LK Tâm Hồn Cô Đơn (Anh Bằng), Ngày Em Đi (Lam Phương)                                                                              | Quốc Khanh, Lê Quốc Tuấn, Thế Sơn                                                                                           | Asia 77      | 2015          |
| 59  | Hài kịch: Đường Vào Nghệ thuật (Ngô Tấn Triển)                                                                                     | Trang Thanh Lan, Lê Huỳnh, Vương Dzung, Cát Lynh, Lê Quốc Tuấn                                                              | Asia 77      | 2015          |
| 60  | Hãy Gấp Trang Báo Hãy Tắt TV (Tuấn Khanh)                                                                                          | Quốc Khanh, Đoàn Phi, Mai Thanh Sơn                                                                                         | Asia 78      | 2016          |
| 61  | Nổi Lửa Đấu Tranh (Anh Bằng) | Thế Sơn, Mai Thanh Sơn, Diễm Liên, Hoàng Thục Linh, Y Phương, Hồ Hoàng Yến                                                  | Asia 78      | 2016          |
| 62  | I'm Sorry My Love (Trúc Hồ) | Solo | Asia 78      | 2016          |
| 63  | Con Đường Việt Nam (Anh Bằng, Trúc Hồ)                                                                                             | Thế Sơn, Quốc Khanh, Mai Thanh Sơn                                                                                          | Asia 78      | 2016          |
| 64  | Đã Đến Lúc (Trúc Hồ) - Hợp Ca Asia                                                                                                 | Hợp ca | Asia 78      | 2016          |

### Trung tâm Vân Sơn
| STT | Tiết mục (tác giả)                                                 | Thể hiện với | Chương trình | Năm phát hành |
| --- | ------------------------------------------------------------------ | --- | ------------ | ------------- |
| 1   | Sẽ Không Bao Giờ Yêu                                               | solo | Vân Sơn 27   | 2004          |
| 2   | Hỡi Người Yêu (Huỳnh Nhật Tân)                                     | solo | Vân Sơn 28   | 2004          |
| 3   | Lệ Đá (Trần Trịnh, thơ Hà Huyền Chi)                               | Chế Linh, Tuấn Ngọc, Trường Vũ | Vân Sơn 28   | 2004          |
| 4   | Mãi Chờ Ai (Huỳnh Nhật Tân)                                        | solo | Vân Sơn 29   | 2005          |
| 5   | Cứ Lừa Dối Đi (Huỳnh Nhật Tân)                                     | solo | Vân Sơn 30   | 2005          |
| 6   | Phút Ban Đầu                                                       | Diễm Liên | Vân Sơn 31   | 2005          |
| 7   | Bản Tình Ca Đầu Tiên (Lê Ngọc)                                     | solo | Vân Sơn 32   | 2005          |
| 8   | Tình Gian Dối                                                      | solo | Vân Sơn 33   | 2006          |
| 9   | Đêm Nhớ Về Sài Gòn                                                 | solo | Vân Sơn 34   | 2006          |
| 10  | Mười Năm Tình Cũ (Trần Quảng Nam)                                  | solo | Vân Sơn 35   | 2006          |
| 11  | Bài Không Tên Số 2 (Vũ Thành An)                                   | solo | Vân Sơn 36   | 2007          |
| 12  | Khi Không Có Tình Yêu (Lê Ngọc)                                    | solo | Vân Sơn 37   | 2007          |
| 13  | LK Ai Về Sông Tương (Thông Đạt), Tôi Đi Giữa Hoàng Hôn (Văn Phụng) | solo | Vân Sơn 38   | 2007          |
| 14  | Mẹ Âu Cơ (Huỳnh Nhật Tân, Đức Trí)                                 | Don Hồ, Diễm Liên, Nguyễn Hồng Nhung, Vũ đoàn Lạc Cầm                                                                                   | Vân Sơn 39   | 2008          |
| 15  | Quê Mẹ Trong Niềm Nhớ (Lê Trần Hoàng)                              | solo | Vân Sơn 39   | 2008          |
| 16  | LK Mẹ Và Quê Hương                                                 | Nguyễn Hồng Nhung, Andy Quách, Diễm Liên, Thanh Tuyền, Hạ Vy, Phi Nhung, Linda Chou, Nhã Thanh, Chế Linh, Trường Vũ, Ngọc Hạ, nhóm Vpop | Vân Sơn 39   | 2008          |
| 17  | The Phantom Of The Opera (LV: Diệu Hương)                          | Diễm Liên | Vân Sơn 40   | 2008          |
| 18  | Ta Vẫn Yêu Người (LV: Hà Quang Minh)                               | Don Hồ, Nguyên Khương | Vân Sơn 40   | 2008          |
| 19  | Hương Xưa (Cung Tiến)                                              | solo | Vân Sơn 41   | 2008          |

## Đời tư
Năm 2008, Nguyên Khang có ý định tự tử bằng cách uống thuốc ngủ nhưng rồi may mắn được em gái phát hiện, gọi cảnh sát và nhân viên cấp cứu đưa đến bệnh viện rửa ruột. Về sau Nguyên Khang cho biết đó là quyết định dại dột trong phút chốc khi đọc được những bình luận tiêu cực nhắm đến anh từ một số tài khoản trên các mạng xã hội.
Nguyên Khang từng có một cuộc hôn nhân đổ vỡ và có một cậu con trai tên Jordan (Trần Nguyên Khôi) trước khi kết hôn với diễn viên Lâm Bảo Như năm 2010, người từng đóng chung MV "Xin Còn Gọi Tên Nhau" với Nguyên Khang năm 2001. Lâm Bảo Như có 2 người chú họ là Bảo Chấn và Bảo Phúc - những nhạc sĩ tiêu biểu của âm nhạc Việt Nam trong giai đoạn thập niên 80 đến những năm 2000 khi cô là chắt nội của vua Thành Thái còn 2 nhạc sĩ là chắt nội của vua Dục Đức (cha của Thành Thái).  
Nguyên Khang và Lâm Bảo Như có với nhau 3 người con trai lần lượt là Nathan (Trần Nguyên Trí), Bruce (Trần Nguyên Bách) và Kobe (Trần Nguyên Khánh). 